# کشیم کاکلی بزرگ

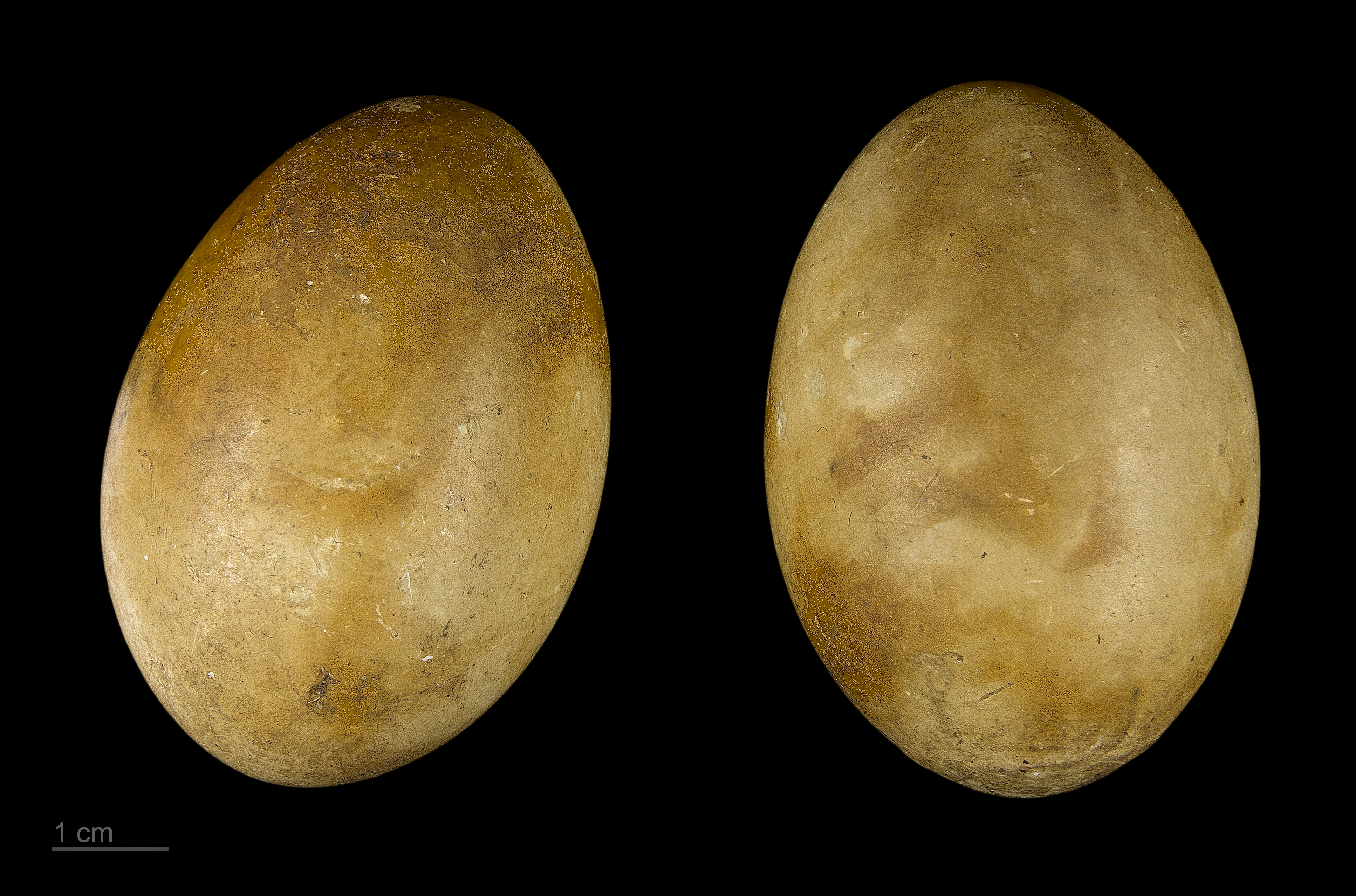
Podiceps cristatus

کشیم کاکلی بزرگ (نام علمی: Podiceps cristatus) از پرندگان آبزی عضو تیره کشیمان است که به خاطر رفتار ویژه جنس نرش در فصل جفت‌گیری برای به دست آوردن توجه جنس ماده مورد توجه قرار دارد. این پرنده به تعداد فراوان در بیشتر نقاط قاره اروپا، آسیا و نیز استرالیا یافت می‌شود. گروه‌هایی از آنان در جنوب آفریقا نیز زمستان‌گذرانی می‌کنند.
- نیاز به یادآوری است که گونه دیگری با نام کشیم بزرگ و با نام انگلیسی Great Grebe و نام لاتین Podiceps major وجود دارد که نباید با این گونه اشتباه شود.

## ویژگی‌های ریخت‌شناسی
طول کشیم کاکلی بزرگ ۴۹ سانتی‌متر است و بزرگترین پرنده از تیره کشیمان به‌شمار می‌رود. نوک این پرنده قرمز صورتی است و گردنی باریک دارد. پشت گردن و روتنه خاکستری مایل به قهوه‌ای است. در هنگام جفت‌یابی دو کاکل بلند و تیره رنگ بر روی سر دیده می‌شوند که پیرامون آن را گیس‌پرهای (Tippets) سیاه بلوطی پوشانده و داخل این گیس‌پرها تا حاشیهٔ صورت، قرمز بلوطی است. دور چشمان و نیز بدن به رنگ سفید است.
در فصل زمستان، سر و گلو به رنگ سفید در می‌آیند و روی سر، کاکل تیره رنگی به حالت خوابیده دیده می‌شود. دم این پرنده کوتاه است و به سختی دیده می‌شود. در هنگام شنا روی آب، گردن را به حالت افراشته نگه می‌دارد و بدن کشیده‌اش اندکی در آب فرومی‌رود.
تفاوت ظاهری این پرنده با کشیم گردن‌سرخ در داشتن جثهٔ بزرگتر، گردن باریک‌تر و نوک صورتی‌رنگ است. همچنین در هنگام پرواز، شاهپرهای ثانوی و لکهٔ بزرگ و سفید رنگ پیش‌بال آن آشکارا دیده می‌شود.

## زیستگاه
کشیم کاکلی بزرگ در آبگیرها، دریاچه‌ها ی آب شیرین، آبگیرها و مصب‌هایی که دارای پوشش گیاهی هستند یافت می‌شود و تخم‌گذاری می‌کند. این پرنده آشیانه خود را در لابلای پوشش‌های نیزاری می‌سازد. در ایران، بومی و در زمستان‌ها به نسبت فراوان است.
در گذشته این پرندگان در انگلستان در خطر انقراض قرار داشتند زیرا از پر آنان برای کلاه زنان استفاده می‌شد؛ اما سازمان‌هایی برای حمایت از کشیم تلاش کردند و اکنون وضعیت این گونه در انگلستان خوب است.